# Radenzhofen

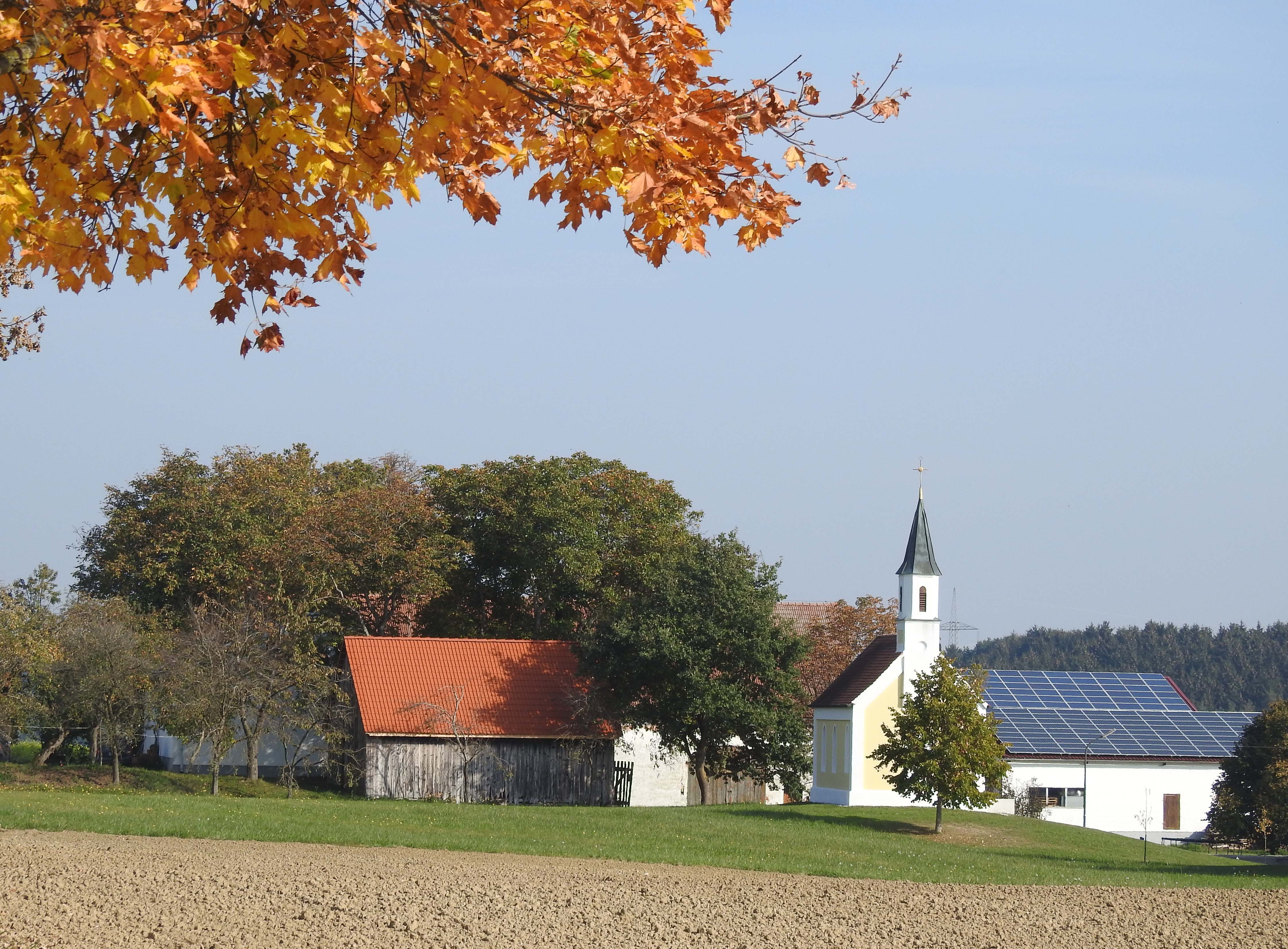
Radenzhofen

Radenzhofen ist ein Weiler im Gebiet des oberbayerischen Marktes Altomünster. Dort leben 21 Einwohner (Stand: 25. Mai 1987).
Er liegt an der Kreisstraße DAH 2 zwischen Oberzeitlbach und Kiemertshofen etwa fünf Kilometer westlich des Hauptortes und 800 Meter östlich des Kirchdorfs Kiemertshofen.
Der Ort wurde urkundlich erstmals 1253/56 als Rotemshoven (Hof des Ratuni) erwähnt. Die drei Höfe des Ortes gehörten früher zum Kloster Altomünster. 1883 stifteten die Bauersleute Andreas und Kreszentia Lichtenstern die Hofkapelle. Politisch war Radenzhofen seit 1818 Teil der Gemeinde Kiemertshofen. Mit deren Eingemeindung kam der Ort am 1. Januar 1977 zu Altomünster.
Bei Radenzhofen verläuft die Grenze zwischen den Bistümern Freising und Augsburg sowie die Sprachgrenze zwischen der bayerischen und schwäbischen Mundart.